# Литовская гривна

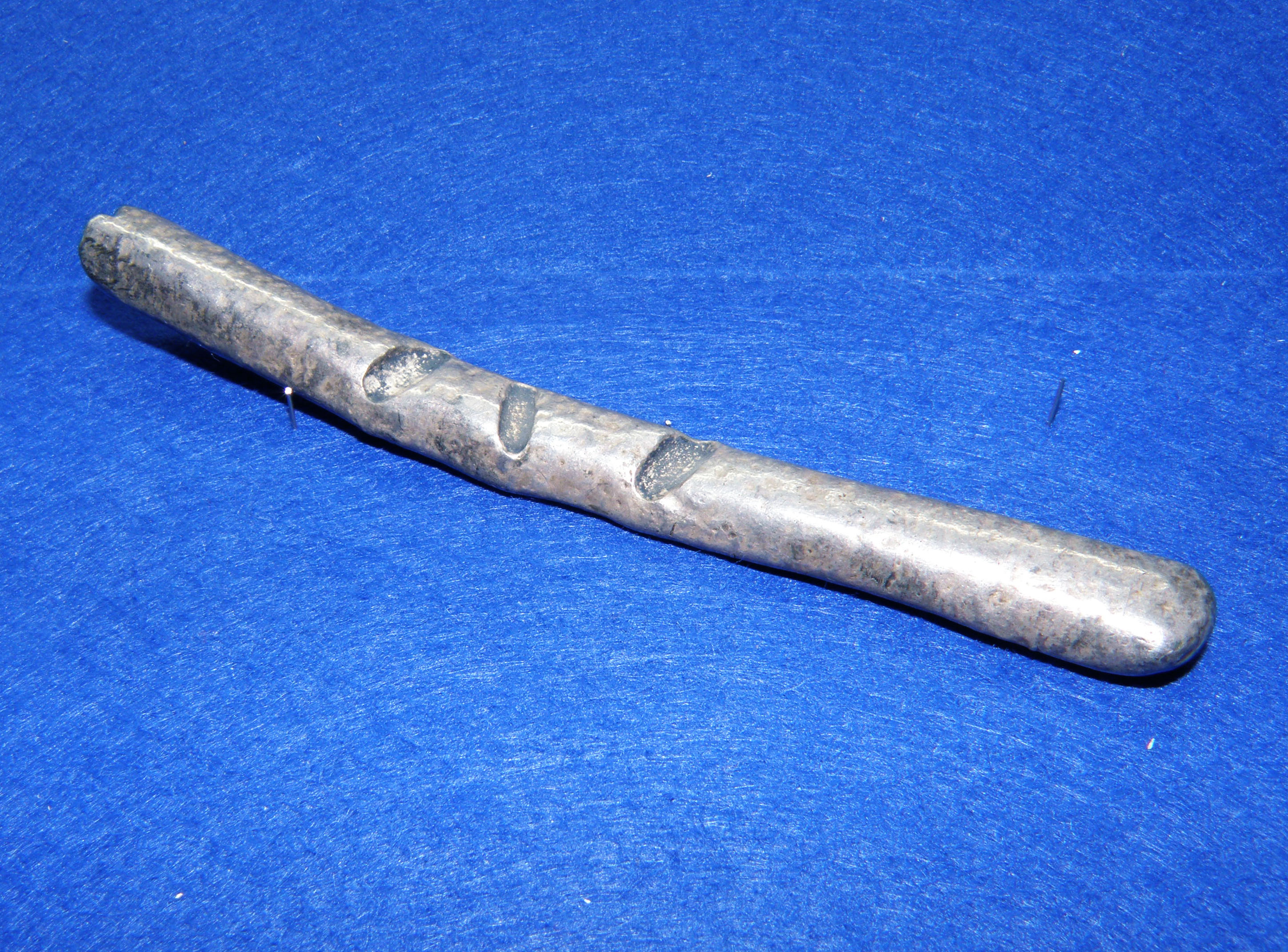
Литовская гривна XII в. или XIII в.

Литовская гривна (рубль, изрой, копа или капа) — денежная единица в Великом княжестве Литовском c XIII века. Использовалась в качестве денежной единицы наряду с копой и была ей вытеснена.
В безмонетный период (XII—XIV веках) имели хождение литовские гривны в виде палочкообразных слитков серебра, имевшие сходство со скандинавскими слитками. На некоторых прутьях выгравировано или выцарапано слово «изрой» (покрытый отметинами), нанесены одна или несколько зарубок на спинке, первоначально предназначенных для удостоверения качества слитков, отсутствия включений недрагоценных металлов в сердцевине слитка (размер — 10-17 см, вес — 100—105 г). В кладах встречаются и мелкие, рубленные фрагменты этих прутьев.

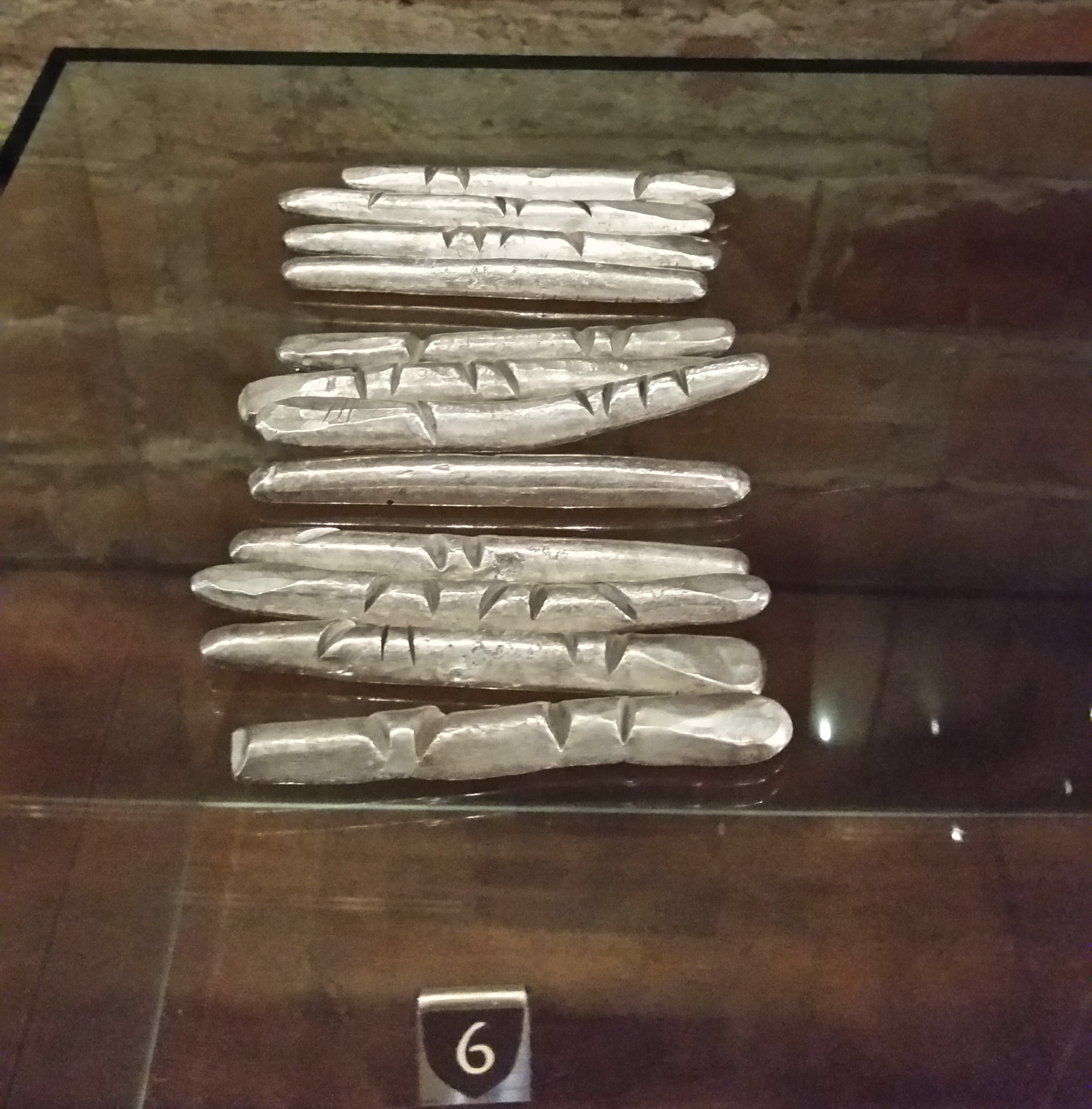
Трёхгранные литовские гривны в Тракайском островном замке-музее

С первой четверти XIV века получили широкое распространение литовские трёхгранные гривны (вес — 170—189,5 г), сменившие палочкообразные слитки. В XIV—XV веках имело место их клеймение, вероятно призванное удостоверять качество. Встречаются также половинные обрубки слитков, называемые полтинами (85-95 г).
В источниках эти слитки называются гривна, рубль, изрой, рублёвая гривенка, капа.
Наряду с литовскими гривнами в Великом княжестве Литовском имели хождение и другие типы гривен:
- киевская в форме ромба с усечёнными углами размером 9-10 на 4-5 см и весом 163—164 г (выпуск прекратился в 1240 году);
- новгородская палочкообразного вида размером 14-20 см и весом 204 г (позднее имеет хождение горбатый тип);
- черниговская (условное обозначение) ромбического вида равный по весу новгородскому[4] весом 204 г;
- татарская ладьевидная (сум) весом 204 г.

По мнению Г. А. Фёдорова-Давыдова, новгородская гривна и татарский сум в первой половине XIV века могли соответствовать копе = 60 пражских грошей. Литовский счётный рубль соответствовал 100 литовских грошей. В XIV—XV веках, в связи со снижением содержания серебра в пражском гроше, копа также обесценивалась, согласно литовскому Статуту литовский рубль был равен 12/3 копы. 
В 1399 году, после поражения Витовта в битве на Ворскле, чтобы избежать разграбления, Киев выплатил откуп Тимуру-Кутлуку 3 тысячи литовских рублей. В 1417 году Ягайло занял у Витовта 500 литовских рублей чистого серебра.
В XV веке, с увеличением объёма чеканки монет, слитки постепенно вышли из обращения, в связи со случаями снижения пробы содержащегося в них серебра, на прекращение выпуска слитков сильно повлияло дело Фёдора Жеребца.